# Championnats de France de patinage artistique 2013
Navigation
Championnats de France 2012 Championnats de France 2014
Les championnats de France de patinage artistique 2013 ont eu lieu du 13 au 16 décembre 2012 à la patinoire Iceberg à Strasbourg.
Les championnats accueillent le patinage artistique, la danse sur glace et le patinage synchronisé. La Fédération française des sports de glace décident de réunir pour la première fois dans un même lieu ces championnats de France de patinage artistique avec les championnats de France de ballet sur glace et de patinage de vitesse sur piste courte.

## Faits marquants
- Brian Joubert déclare forfait pour des raisons virales[2], et ne peut donc pas défendre son titre. C'est la troisième fois qu'il est forfait aux championnats nationaux élites.

- La double championne de France Yrétha Silété ne peut défendre son double titre national à cause d'une rupture du ligament croisé gauche[3] lors d'un entraînement à Courchevel en août 2012. Cette blessure l'oblige à déclarer forfait à toutes les compétitions de la saison 2012/2013 auxquelles elle devait participer.

- Pour la première fois depuis les championnats de 2005, il n'y a que deux couples artistiques en compétition, ce qui laisse un podium sans médaille de bronze.

## Podiums
| Épreuves                                 | Or                                 | Argent                        | Bronze                                      |
| Messieurs résultats détaillés            | Florent Amodio                     | Chafik Besseghier             | Romain Ponsart                              |
| Dames résultats détaillés                | Anaïs Ventard                      | Maé-Bérénice Meité            | Laurine Lecavelier                          |
| Couples résultats détaillés              | Vanessa James / Morgan Ciprès      | Daria Popova / Bruno Massot   | -                                           |
| Danse sur glace résultats détaillés      | Nathalie Péchalat / Fabian Bourzat | Pernelle Carron / Lloyd Jones | Sarah Robert-Sifaoui / Oleksandr Liubchenko |
| Patinage synchronisé résultats détaillés | Les Zoulous                        | Le Team Synchro Energie       | Les Atlantides                              |

## Détails des compétitions

### Messieurs
| Rang    | Nom                   | Points | Programme court | Programme court | Programme libre | Programme libre |
| ------- | --------------------- | ------ | --------------- | --------------- | --------------- | --------------- |
| 1       | Florent Amodio        | 230.44 | 1               | 78.41           | 1               | 152.03          |
| 2       | Chafik Besseghier     | 190.54 | 2               | 65.24           | 2               | 125.30          |
| 3       | Romain Ponsart        | 184.24 | 3               | 59.23           | 3               | 125.01          |
| 4       | Charles Tetar         | 175.89 | 4               | 57.32           | 4               | 118.57          |
| 5       | Simon Hocquaux        | 168.95 | 6               | 52.18           | 5               | 116.77          |
| 6       | Kevin Aymoz           | 161.29 | 7               | 49.89           | 6               | 111.40          |
| 7       | Florian Lejeune       | 152.51 | 5               | 56.58           | 7               | 95.93           |
| 8       | Gaylord Lavoisier     | 136.50 | 8               | 46.19           | 8               | 90.31           |
| 9       | Timofeï Novaikim      | 130.32 | 9               | 44.55           | 10              | 85.77           |
| 10      | Alexander Zahradnicek | 130.28 | 10              | 42.26           | 9               | 88.02           |
| 11      | Alexi Dalrymple       | 122.46 | 11              | 41.85           | 11              | 80.61           |
| 12      | Cédric Tour           | 115.36 | 12              | 41.33           | 12              | 74.03           |
| Forfait | Brian Joubert         |        |                 |                 |                 |                 |
| Forfait | Adrien Tesson         |        |                 |                 |                 |                 |

### Dames
| Rang    | Nom                     | Points | Programme court | Programme court | Programme libre | Programme libre |
| ------- | ----------------------- | ------ | --------------- | --------------- | --------------- | --------------- |
| 1       | Anaïs Ventard           | 154.04 | 2               | 53.49           | 1               | 100.55          |
| 2       | Maé-Bérénice Meité      | 153.48 | 1               | 54.19           | 2               | 99.29           |
| 3       | Laurine Lecavelier      | 145.20 | 3               | 51.99           | 3               | 93.21           |
| 4       | Lénaëlle Gilleron-Gorry | 134.91 | 4               | 51.23           | 6               | 83.68           |
| 5       | Léna Marrocco           | 131.48 | 5               | 44.36           | 4               | 87.12           |
| 6       | Bahia Taleb             | 128.40 | 6               | 43.04           | 5               | 85.36           |
| 7       | Nadjma Mahamoud         | 123.43 | 7               | 42.14           | 7               | 81.29           |
| 8       | Laurianne Cirilli       | 100.47 | 9               | 30.81           | 8               | 69.66           |
| 9       | Gabrielle Scalzo        | 92.27  | 10              | 28.27           | 9               | 64.00           |
| 10      | Flora Leblanc           | 82.49  | 8               | 33.40           | 10              | 49.09           |
| Forfait | Candice Didier          |        |                 |                 |                 |                 |
| Forfait | Yrétha Silété           |        |                 |                 |                 |                 |

### Couples
| Rang | Nom                           | Points | Programme court | Programme court | Programme libre | Programme libre |
| ---- | ----------------------------- | ------ | --------------- | --------------- | --------------- | --------------- |
| 1    | Vanessa James / Morgan Ciprès | 162.01 | 1               | 58.21           | 1               | 103.80          |
| 2    | Daria Popova / Bruno Massot   | 134.54 | 2               | 47.90           | 2               | 86.64           |

### Danse sur glace
| Rang | Nom                                         | Points | Danse courte | Danse courte | Danse libre | Danse libre |
| ---- | ------------------------------------------- | ------ | ------------ | ------------ | ----------- | ----------- |
| 1    | Nathalie Péchalat / Fabian Bourzat          | 177.21 | 1            | 70.68        | 1           | 106.53      |
| 2    | Pernelle Carron / Lloyd Jones               | 148.09 | 2            | 57.27        | 2           | 90.82       |
| 3    | Sarah Robert-Sifaoui / Oleksandr Liubchenko | 89.36  | 3            | 39.93        | 3           | 49.43       |

### Patinage synchronisé
| Rang | Nom                     | Points | Programme court | Programme court | Programme libre | Programme libre |
| ---- | ----------------------- | ------ | --------------- | --------------- | --------------- | --------------- |
| 1    | Les Zoulous             | 121.59 | 1               | 42.60           | 1               | 78.99           |
| 2    | Le Team Synchro Energie | 115.76 | 3               | 38.02           | 2               | 77.74           |
| 3    | Les Atlantides          | 111.25 | 2               | 39.57           | 3               | 71.68           |
| 4    | Les Ex'L ice            | 102.52 | 4               | 36.56           | 4               | 65.96           |

## Sources
- Résultats des championnats de France 2013 sur le site csndg.org
- Patinage Magazine N°134 (Mars/Avril 2013)